# Bo Van Spilbeeck
Bo Van Spilbeeck (née à Anvers le 7 février 1959) est une personnalité belge néerlandophone, journaliste et reporter pour la chaîne de télévision VTM. Jusqu'alors connue sous le prénom de Boudewijn (ou Baudouin), Van Spilbeeck annonce le 29 janvier 2018 sa transition.

## Biographie

### Formation et parcours professionnel
Van Spilbeeck étudie la philologie romane (français-espagnol) à l'université d'Anvers avant de commencer sa carrière comme journaliste à la Radio-télévision Belge (RTB) internationale, rédaction langues étrangères. En 1989, Van Spilbeeck entre à la chaîne de télévision privée flamande VTM et accède à la direction de la cellule « étranger ». Bo Van Spilbeeck fait partie des Bekende Vlamingen (BV),.
Outre son métier de journaliste à la télévision, Van Spilbeeck écrit des livres et joue également dans des films et des séries télévisées, interprétant notamment, en 2010, le rôle de Laurent dans Abigail’s Party (en) de Mike Leigh, et le rôle d'un reporter dans la série télévisée belgo-néerlandaise Crimi Clowns produite en 2012.

### Vie privée
De son mariage, Bo Van Spilbeeck a deux enfants.
Dans un communiqué de presse diffusé le 29 janvier 2018 par la chaîne VTM, Van Spilbeeck annonce sa transition en ces termes « Vanaf morgen ben ik Bo. Ik heb de beslissing genomen om voortaan als vrouw door het leven te gaan. » (« À partir de demain je serai Bo. J'ai pris la décision de dorénavant traverser la vie en tant que femme. »). Le lendemain, VTM diffuse les premières images de Bo Van Spilbeeck.
La nouvelle qui fait le buzz en Flandre est aussitôt relayée par la presse belge francophone,, puis par la presse française, et internationale.
Le journal satirique flamand De Raaskalderij publie une information parodique selon laquelle le service du personnel de la chaîne VTM aurait annoncé à Bo Van Spilbeeck qu'à la suite de son changement de genre son salaire serait diminué de 20 %, d'une part pour être harmonisé avec celui de ses collègues féminines, et d'autre part en raison des coûts et du surcroît de travail administratif engendrés par sa transition.

## Filmographie
Le documentaire Elle est Bo, réalisé par RTL TVI et diffusé en 2019, est primé à plusieurs reprises. Il est élu meilleur documentaire à l’International Women’s Film Festival et remporte le Prix de la presse Belfius 2019 dans la catégorie TV et vidéo.

## Œuvres
- (nl) Herman Henderickx, Tijs Mauroo et Boudewijn Van Spilbeeck, Het ruimtedagboek van Frank De Winne : Dagelijks leven in het ISS, Louvain, Van Halewyck, 2009 (ISBN 978-90-5617-951-9, présentation en ligne)
- Herman Henderickx, Tijs Mauroo, Baudouin Van Spilbeeck et Charles Franken (traduction du néerlandais), 6 mois autour de la Terre avec Frank de Winne : La vie quotidienne à bord de l'ISS, Bruxelles, Luc Pire, 2010, 207 p. (ISBN 978-2507002879)
- Bo Van Spilbeeck, Comment je suis devenue Bo, Paris, Éditions des Arènes, 2 octobre 2019, 309 p. (ISBN 978-2711200986)[15].